# Hristina Obradović
Hristina Obradović (srbsko Христина Обрадовић, latinizirano: Hristina Obradović), srbska pravoslavna redovnica in igumanija samostana Ljubostinja avtokefalne Srbske pravoslavne cerkve., * 20. december 1931, Trebinje, Bosna in Hercegovina.

## Kariera
Opatinja Hristina (Obradović) se je rodila 20. decembra 1931 v Sedlari pri Trebinju staršema Dušanu in Janji. Krščena je bila kot Velika. Odraščala je v krepostni in pobožni družini iz Hercegovine.
Ko je Velika vstopila v samostan Svete Trojice pri Ovčarju k bratu, je leta 1944 z bratovo pomočjo prišla v samostan Jovanje. Tam je kot zgledna sestra v pokorščini ostala kot novinka do leta 1947. Potem se je iz Jovanja preselil v samostan Ljubostinja k opatinji Varvari (Milenović).
V Ljubostinji jo je leta 1951 posvetil v redovnico takratni šumadijski škof Valerijan (Stefanović) in dobila ime Hristina. Po smrti predstojnice samostana opatice Varvare 21. maja 1995 je bila s sklepom šumadijskega škofa Save (Vukovića) in sestrinstva izbrana za tretjo igumanijo samostana. Vodi ga 29 let.